# هامور شائع
هامور شائع (باللاتينية: Epinephelus adscensionis)هو نوع من الأسماك يتبع جنس الهامور من الفصيلة القرفصية. وهي تستوطن المحيط الأطلسي.